# Defensa Interior
Defensa Interior (DI) – to anarchistyczna organizacja zbrojna powstała we wrześniu 1961 roku z inicjatywy kongresu Hiszpańskiego Ruchu Wolnościowego. 
Celem DI była walka z reżimem gen. Francisco Franco. Akcje DI miały przypomnieć światu, że dyktatura Franco nadal istnieje i ma się coraz lepiej z powodu rozwijającej się turystyki oraz politycznemu i finansowemu wsparciu USA. Do innych zadań należało także: wyrażenie solidarności z bojownikami walczącymi w Hiszpanii, zwrócenie uwagi opinii publicznej na rosnącą liczbę więźniów politycznych w tym kraju, zakłócenie działań dyplomatycznych reżimu Franco oraz zadanie jak największych strat finansowych poprzez uderzenie w turystykę. Metodami działania miały być sabotaż, propaganda oraz zamachy bombowe. 
Defensa Interior była prekursorem późniejszych grup anarchistycznych takich jak Grupa Pierwszego Maja, GARI czy Angry Brigade.

## Początek działalności
Po etapie wstępnych przygotowań, Defensa Interior rozpoczęła w maju 1962 roku akcje wymierzone w reżim Franco. Zdecydowano się atakować nie tylko instytucje należące do samego reżimu, ale również te, które z nim współpracowały. 5,7 i 12 czerwca w Madrycie bomby wybuchły w biurze nuncjusza papieskiego Momerolas’a, "Banco Popular de España" kontrolowanego przez Opus Dei oraz kwaterze głównej Falangi. Budynek biura Falangi stał się celem zamachu również w Barcelonie. 
14 czerwca w Rzymie ładunek poważnie uszkodził pomnik papieża Klemensa XII. Następnego dnia w Walencji eksplozja zniszczyła balkon budynku rady miejskiej, skąd kilka dni wcześniej przemawiał Franco. Dwudziestego czerwca kolejna bomba wybuchła w Barcelonie. Na znalezionej w pobliżu ulotce znajdował się następujący tekst: "Śledzimy wasz każdy ruch” i podpis Iberyjska Rada Wyzwolenia (tak oficjalnie podpisywano akcje przeprowadzane przez DI). 30 czerwca kolejne ładunki wybuchły na uczelni Opus Dei oraz falangistowskim "Catalan Instituto de Previsión". 14 lipca eksplodowała bomba umieszczona na Placu Św. Piotra w Rzymie zaś dzień później dwa ładunki w Barcelonie i Walencji. 12 sierpnia wybuch poważnie uszkodził Basilica de la Santa Cruz del Valle de los Caidos, budynek będący połączeniem obiektu religijnego i mauzoleum poświęconego frankistom poległym podczas wojny domowej. 
Defensa Interior oskarżało Stolicę Apostolską o wspieranie reżimu Franco, stąd też ataki skierowane były oprócz hiszpańskich instytucji rządowych na cele związane z Watykanem.
Zgodnie z założeniami przyjętymi przez DI we wszystkich tych akcjach nikt nie został ranny ani zabity.
Anarchiści przygotowywali również zamach na gen. Franco. Miał on zostać zabity na drodze do jego letniej rezydencji w San Sebastian. DI dzięki pomocy działaczy ETA podłożyła tam ładunki wybuchowe o dużej mocy. Jednak dyktator nie pojawił się w rezydencji w oczekiwanym czasie. Anarchiści nie chcąc, aby ładunki zraniły przypadkową osobę, detonowali je mimo to. Eksplozja wybiła szyby w rezydencji dyktatora, nikogo nie raniąc. Policja nie odkryła, kto stał za tym zamachem i odpowiedzialność zrzucono na ETA.
W tym samym czasie, kiedy eksplodowała bomba w San Sebastian, inne ładunki zniszczyły biura rządowych gazet w Madrycie (Ya oraz Pueblo) i Barcelonie (La Vanguardia oraz ABC). Atak nastąpił także w Rzymie, gdzie papież przygotowywał się do rady ekumenicznej. Hiszpańskiej policji dość szybko udało się dotrzeć do wykonawców części z tych zamachów. 
Aby zapobiec skazaniu na śmierć anarchisty Jorge Cunnil Vallsa, włoscy działacze Międzynarodowej Federacji Młodzieży Wolnościowej 28 września 1962 roku porywają w Mediolanie hiszpańskiego wicekonsula Isu Elíasa. Zostaje on zwolniony po kilku dniach, a anarchiści wydają oświadczenie, w którym domagają się wolności dla Vallsa. Dzięki nagłośnieniu sprawy wyrok śmierci zostaje zamieniony na 30 lat więzienia.
Ataki DI stają się coraz częstsze i są przeprowadzane z większym rozmachem. 7 października 1962 bomba wybucha przed rezydencją kardynała Spellmana w Nowym Jorku. 2 grudnia grupy DI podkładają ładunki wybuchowe pod rezydencję wojskowego dowódcy w San Sebastian. Następnego dnia zostaje zaatakowany Pałac Sprawiedliwości w Walencji, budynek Skarbu Państwa w Madrycie, konsulat hiszpański w Amsterdamie oraz biura administracyjne dwóch więzień w Lizbonie. 

## Rok 1963
W 1963 roku na skutek tajnych rozmów prowadzonych pomiędzy hiszpańskim i francuskim ministrem spraw wewnętrznych oraz wojskowymi obu krajów, bojowników we Francji zaczynają dotykać coraz poważniejsze represje, czynione są też silne naciski na kierownictwo Hiszpańskiego Ruchu Wolnościowego w celu pozbawienia Defensa Interior organizacyjnego wsparcia i pomocy finansowej. Działania te zaczęły przynosić pożądany skutek i cześć działaczy emigracyjnych FAI i CNT w Tuluzie odcięła się od działań zbrojnych przeciwko Franco.
W marcu 1963 DI rozpoczęła nową kampanię bombową o kryptonimie "Operación Primavera" ("Operacja Wiosna") skierowaną przeciwko hiszpańskiemu przemysłowi turystycznemu. 3 i 4 marca ładunki zapalające uszkodziły hiszpańskie samoloty stojące na lotniskach w Madrycie i Barcelonie. Szóstego marca miały miejsce jednoczesne ataki na biuro Iberia Airlines oraz Ministerstwo Technologii w Madrycie. W komunikacie wydanym przez anarchistów można przeczytać: "Celem tej operacji jest ukazanie międzynarodowym użytkownikom lotów, że narażają się na prawdziwe niebezpieczeństwo używając linii lotniczych faszystowskich reżimów Franco i Salazara (Liberia i TAP). W Europie nie będzie pokoju dopóki ostatnie ślady nazi-faszyzmu nie zostaną wyeliminowane na Półwyspie Iberyjskim. Precz z dyktaturą! Niech żyje wolność!".
W kwietniu 1963, hiszpańska policja aresztuje trójkę francuskich działaczy DI, za udział w zamach bombowych i planowanie kolejnych. Otrzymują oni wyroki od 15 do 30 lat więzienia.
W 20 kwietnia 1963 na karę śmierci zostaje skazany działacz komunistyczny Julián Grimau Garcia. Garcia został podczas przesłuchania na komisariacie brutalnie pobity i wyrzucony przez okno i przebywał w stanie krytycznym w szpitalu. Mimo to wyrok wykonano. Wykorzystując międzynarodowe oburzenie tym wydarzeniem, DI po raz kolejny postanawia zabić gen. Franco. Plan polegał na zdalnym odpaleniu ładunków wybuchowych umieszczonych przy drodze, którą Franco miałby jechać do stolicy na ceremonię przyjęcia nowych ambasadorów. Jednak na skutek zmiany planów Franco, zamach zostaje odwołany. Zgromadzone ładunki wybuchowe anarchiści wykorzystują do dokonania zamachów w sekcji paszportowej Głównego Dyrektoriatu Bezpieczeństwa i kwaterze głównej Falangi. 
Po zamachach hiszpańska policja aresztuje anarchistów Joaquína Delgado i Francisco Granado Gata. 11 sierpnia sąd wojenny skazał ich na karę śmierci. Wyrok wykonano 17 sierpnia poprzez uduszenie garotą.
W czerwcu 1963 roku grupy bojowe dokonały skoncentrowanego ataku za pomocą bomb zapalających na samoloty Iberii oraz TAP stojące na lotniskach w Paryżu, Genewie, Londynie i Amsterdamie.
27 sierpnia francuska policja wkroczyła na zjazd CNT w Tuluzie i aresztowała 5 hiszpańskich anarchistów: Salvador Gurucharri, José Catalá, Juan Quesada, Josep Morato oraz Esteve Gonzálbo. Aresztowania te odbyły się zaraz po wizycie we Francji szefa hiszpańskiego wywiadu, Eduardo Polo. 11 września 1963 roku funkcjonariusze francuskiej tajnej policji wkroczyli do około 50 mieszkań zajmowanych przez anarchistów na terenie całej Francji, głównie w Paryżu i Tuluzie. Po wstępnych przesłuchaniach, francuska prokuratura wydała decyzję o aresztowaniu 17 osób z oskarżenia o "współpracę z zamachowcami". Większość z aresztowanych anarchistów została wypuszczona z więzienia dopiero 19 lutego 1964 roku pod naciskiem opinii publicznej i po ogłoszeniu strajku głodowego. 
Pomimo masowych aresztowań DI wciąż była w stanie przeprowadzić pod koniec września w Madrycie ataki na ambasady Maroka i Niemiec oraz Kościół Loyola. 

## Wycofanie poparcia CNT dla DI
20 października 1963 roku odbył się w Tuluzie trzeci kongres CNT. Pod wpływem nacisków ze strony francuskiego rządu organizacja wycofała wsparcie finansowe dla DI. Tym samym DI oficjalnie przestało istnieć jako część Hiszpańskiego Ruchu Wolnościowego. 
Działacze DI zdecydowali się jednak na kontynuację walki zbrojnej, korzystając w większym niż dotychczas stopniu, z pomocy zagranicznych aktywistów. Z DI współpracował min. szkocki anarchista Stuart Christie, aresztowany w sierpniu 1964 roku przez hiszpańską policję.

## Rok 1964
21 października 1964 roku wybuchła bomba w ambasadzie hiszpańskiej w Kopenhadze. 27 listopada DI dokonało serii ataków na cele w Rzymie - ładunki wybuchowe eksplodują w Watykanie i hiszpańskiej uczelni katolickiej, a bomba zapalająca niszczy seminarium Opus Dei. 2 stycznia 1965 roku eksplozja zniszczyła konsulat hiszpański w Neapolu. 19 lutego nastąpił atak na Hiszpańskie Narodowe Biuro Turystyczne w Kopenhadze. W kwietniu miały miejsce kolejne akcje, jak np. wysadzenie w powietrze biura Iberii w Mediolanie. 

## Rozwiązanie grupy
W 1965 roku odbył się kolejny kongres Hiszpańskiego Ruchu Wolnościowego w Montpellier. Zadecydowano na nim o oficjalnym zakończeniu działalności DI. Decyzja ta doprowadziła do rozłamu w Ruchu. Działacze opowiadający się za kontynuowaniem walki zbrojnej z dyktaturą Franco utworzyli nową grupę pod nazwą Grupa Pierwszego Maja ("Grupo Primero de Mayo").